# Natada amicta
Natada amicta is een vlinder uit de familie slakrupsvlinders (Limacodidae). De wetenschappelijke naam van deze soort is voor het eerst geldig gepubliceerd in 1906 door Swinhoe.
De soort komt voor in tropisch Afrika.